# Рыпаков, Денис Сергеевич
Денис Сергеевич Рыпаков (род. 20 августа 1980, Алма-Ата) — казахстанский политик и бывший легкоатлет, секретарь Восточно-Казахстанского областного маслихата с 2021 года. До политики Рыпаков был специалистом по бегу на короткие дистанции и барьерному бегу, выступал за сборную Казахстана по лёгкой атлетике в 1998—2006 годах. Обладатель серебряной медали Всемирной Универсиады в Тэгу, победитель и призёр первенств республиканского значения.

## Биография
Денис Рыпаков родился 20 августа 1980 года в Алма-Ате, Казахская ССР, в семье известного советского бегуна Сергея Павловича Рыпакова, действующего чемпиона Казахстана в эстафете 4 × 800 метров.
Впервые заявил о себе в сезоне 1998 года, выиграв соревнования по бегу на 400 метров в Алма-Ате.
В 1999 году в той же дисциплине стал бронзовым призёром на Мемориале Косанова в Алма-Ате.
В 2000 году победил на Мемориале Косанова на 400-метровой дистанции.
В 2002 году был лучшим на Кубке Узбекистана в Ташкенте, на международном старте в Бишкеке, выиграл серебряную медаль на чемпионате Казахстана в Алма-Ате.
На чемпионате Казахстана 2003 года в Алма-Ате получил серебро в беге на 400 метров и беге на 400 метров с барьерами. Будучи студентом, представлял страну на Всемирной Универсиаде в Тэгу — в 400-метровой дисциплине с личным рекордом 46,51 завоевал серебряную награду, уступив только украинцу Андрею Твердоступу. На чемпионате Азии в Маниле не смог пройти дальше предварительного квалификационного этапа. Также в этом сезоне принимал участие в Центральноазиатских играх в Душанбе и в Афро-Азиатских играх в Хайдарабаде, где финишировал вторым и пятым соответственно.
В 2004 году в беге на 400 метров победил на Мемориале Колпакова в Бишкеке и на Мемориале Косанова в Алма-Ате, стал серебряным призёром на чемпионате Казахстана.
В 2005 году вновь выиграл Мемориал Косанова, превзошёл всех соперников на чемпионате Казахстана в Алма-Ате. На Универсиаде в Измире бежал индивидуальные 400 метров и эстафету 4 × 400 метров, во втором случае сумел выйти в финал и занял итоговое седьмое место.
В 2006 году ещё завоевал несколько наград на первенствах в Алма-Ате и Бишкеке, после чего завершил спортивную карьеру.
Окончил Казахскую академию спорта и туризма (2001), получив специальность учителя физической культуры.
Работал инструктором в Дирекции штатных национальных команд и спортивного резерва Республики Казахстан в Астане (2001—2005), являлся сотрудником военного института Комитета национальной безопасности Казахстана (2005—2007), тренером-преподавателем Дирекции штатных национальных команд и спортивного резерва РК (2007—2013), занимал должность директора Восточно-Казахстанской областной специализированной школы олимпийского резерва по лёгкой атлетике (2013—2019), руководил Управлением физической культуры и спорта Восточно-Казахстанской области (2019—2021). С 2021 года занимает должность секретаря Восточно-Казахстанского областного маслихата.
Жена Ольга Рыпакова (Алексеева) — олимпийская чемпионка в тройном прыжке. Дочь Анастасия Рыпакова так же серьёзно занималась лёгкой атлетикой. Есть сын Кирилл.